# 2005년 11월
| 2005년: 1월 · 2월 · 3월 · 4월 · 5월 · 6월 · 7월 · 8월 · 9월 · 10월 · 11월 · 12월 |

| <          | 2005년 11월 | 2005년 11월 | 2005년 11월 | 2005년 11월 | 2005년 11월 | >          |
| 일         | 월          | 화          | 수          | 목          | 금          | 토         |
|            |             | 1 9.30 기축 | 2 10.1 경인 | 3 2 신묘    | 4 3 임진    | 5 4 계사   |
| 6 5 갑오   | 7 6 을미    | 8 7 병신    | 9 8 정유    | 10 9 무술   | 11 10 기해  | 12 11 경자 |
| 13 12 신축 | 14 13 임인  | 15 14 계묘  | 16 15 갑진  | 17 16 을사  | 18 17 병오  | 19 18 정미 |
| 20 19 무신 | 21 20 기유  | 22 21 경술  | 23 22 신해  | 24 23 임자  | 25 24 계축  | 26 25 갑인 |
| 27 26 을묘 | 28 27 병진  | 29 28 정사  | 30 29 무오  |             |             |            |

| - 11월 11일 - 피터 드러커 - 11월 13일 - 에디 게레로 편집하기 |

## 2005년11월 24일
- 헌법재판소는 행정도시건설특별법 위헌 소송을 각하했다.
- 황우석 교수는 배아줄기세포 실험과정에서 연구원 2명의 난자가 사용된 사실을 밝히고 이를 숨긴것에 대해 사과했다. 또한 모든 공직에서 사퇴하고 연구에만 전념하겠다고 밝혔다.
- 지난 11월 15일 서울 여의도 전국농민대회중 입은 부상으로 뇌수술을 받은 전용철이 11월 24일 사망하였고, 부검 결과 "후두부 외부충격으로 인한 뇌출혈"로 밝혀졌다. 후두부 외부 충격의 원인을 경찰은 "넘어져서 뇌출혈"로 전농 및 시민 단체는 "공권력에 의한 타살"로 규정하고 대립하고 있다.

## 2005년11월 23일
- 대학수학능력시험이 실시되었다.
- 경기도 연천 육군 GP에서 소총과 수류탄으로 장교와 사병을 살해한 혐의로 기소된 김동민 일병에게 육군 제3군사령부 보통군사법원은 사형을 선고했다.
- 종합주가지수(KOSPI)가 1282.02 포인트로 사상 최고치를 경신했다.
- 대한민국 국회는 본회의를 열어 열린우리당과 한나라당이 쌀 개방(관세화)을 막는 대신 의무 수입 물량을 늘리고 수입쌀을 직접 국내에 시판하는 내용의 쌀 협상 비준안을 통과시켰다. 이에 대해 민주당과 민주노동당은 강하게 반발했다.

## 2005년11월 21일
- 독일의 시사주간지 슈피겔은 김정일 조선민주주의인민공화국 국방위원장의 후계자로 차남인 김정철이 결정됐다고 보도했다.
- 삼성그룹은 이건희 회장의 딸 이윤형이 뉴욕에서 유학 중 교통사고로 사망했다고 발표했다. 그러나 며칠 뒤에 진짜 사망원인은 자살인 것으로 알려졌다.

## 2005년11월 17일
- 6.15 공동선언 실천을 위한 남북해외 공동행사 준비위원회가 17일 을사조약 100주년에 즈음한 공동성명을 서울과 평양, 해외에서 동시 발표했다.
- 천안 등지에서 연쇄살인 행각을 벌여 9명을 사망케 한 김종인이 검거되었다.

## 2005년11월 16일
- 히딩크 감독이 이끄는 호주 국가대표 축구팀이 우루과이와 플레이오프 2차전에서 승부차기 끝에 승리함으로써, 1974년이후 32년 만에 월드컵 본선에 진출했다.

## 2005년11월 15일
- 서울중앙지검 국가정보원 도청 수사팀은 전직 국정원장 임동원씨와 신건씨에 대한 구속영장을 신청했다. 구속영장 내용에 따르면, 국정원 과학보안국은 김대중 대통령 시절 국내 주요인사들의 휴대전화 1800여개 번호에 대해 감청한 것으로 알려졌다. 서울중앙지법은 검찰이 청구한 구속영장을 발부했다. 검찰은 두 전 국정원장을 구치소에 구속 수감했다.
- 한국철도공사의 러시아 유전개발사업 관련 의혹을 수사한 특별검사팀이 수사를 마무리 했다. 특검팀은 사건의 핵심 인물인 허문석씨가 국내에 없기 때문에 검찰에서 수사한 내용 이외에 추가 의혹을 밝혀낼 수 없었다고 밝혔다.

## 2005년11월 14일
- 부산시 허남식 시장은 2020년 하계 올림픽의 유치 계획을 밝혔다.

## 2005년11월 13일
- 미국의 프로레슬러 에디 게레로가 미국의 미네소타주 미니애폴리스에 소재한 한 호텔에서 사망했다. 사인은 심장마비.

## 2005년11월 12일
- 홍석현 중앙일보 회장이 입국했다.
- 부산에서 APEC(아시아 태평양 경제협력체) 회의가 열렸다.

## 2005년11월 11일
- 다음커뮤니케이션은 윈도의 인스턴트 메신저 끼워팔기에 대한 소송을 그만두기로 했다. 마이크로소프트사는 그 대가로 3천만달러 규모의 현금과 사업지원을 다음커뮤니케이션측에 제공하기로 했다.
- 전국교직원노동조합은 12일부터 시작할 계획이던 교원평가제 반대 연가투쟁을 연기하기로 결정했다.

## 2005년11월 9일
- 교원평가제에 반대해온 전국교직원노동조합 소속 교사들이 연가투쟁을 위한 찬반투표에 들어갔다.
- 조선민주주의인민공화국 핵문제의 해결을 위한 제5차 육자 회담이 오늘 오전 9시부터 중국 베이징 댜오위타이 팡페이왠에서 시작되었다.

## 2005년11월 8일
- 2005년 파리교외 소요사태: 프랑스 정부는 이민자들의 소요를 진정시키기 위해 국가 비상사태법을 발동했다.

## 2005년11월 7일
- 신보수주의 운동단체인 뉴라이트전국연합이 창립식을 가졌다.

## 2005년11월 6일
- 미국에서 스파이 혐의로 복역을 마친 로버트 김(김채곤)이 한국에 돌아와 기자회견을 가졌다.

## 2005년11월 4일
- 분식회계 혐의로 검찰의 조사를 받고 있는 두산그룹 박용성 회장이 그룹회장과 대한상공회의소 회장직에서 물러났다.

## 2005년11월 3일
- 중국 외교부는 3일 정례 브리핑에서 "제5차 북핵 6자회담이 9일부터 베이징에서 열린다"고 공식 발표했다.
- 식품의약품안전청은 한국산 김치와 배추 일부에서 기생충알을 발견했다고 밝혔다.
- 유럽 연합 회원국들은 조선민주주의인민공화국의 인권 상황개선을 촉구하는 결의안을 유엔 총회에 제출했다.
- 코페르니쿠스의 유골로 추정되는 얼굴 복원 사진이 공개되었다.

## 2005년11월 2일
- 중저준위 방사성폐기물 처리장 부지를 선정하기 위한 주민투표가 전국 네곳에서 실시됐다. 투표 결과 경주시가 가장 높은 찬성률을 기록해 방사능폐기물 처리장 부지로 선정되었다.

## 2005년11월 1일
- 남북한은 2006년 아시안 게임과 2008년 하계 올림픽의 단일팀 구성에 합의했다.
- 2005 인구 주택 총조사가 실시되었다.(~15일)